# Boris Szatiłow
Boris Nikołajewicz Szatiłow, ros. Борис Николаевич Шатилов (ur. 11 grudnia?/23 grudnia 1890 w Kursku, zm. 20 marca 1972 w Nowym Jorku) – rosyjski wojskowy (pułkownik), dowódca plutonu, później kompanii przeciwpancernej, a następnie 5 kompanii 5 Pułku Rosyjskiego Korpusu Ochronnego podczas II wojny światowej, emigracyjny działacz kombatancki i polityczny.
Ukończył korpus kadetów w Orle, zaś w 1912 r. Michajłowską Szkołę Artylerii w Petersburgu. Służył jako porucznik w lejbgwardii 1 Brygady Artyleryjskiej.
Brał udział w I wojnie światowej. W 1915 r. został ranny. 18 lipca 1916 r. odznaczono go Orderem Św. Jerzego. Dostał też Order Św. Włodzimierza 4 klasy. Doszedł do stopnia pułkownika. Latem 1918 r. wstąpił do Armii Ochotniczej gen. Antona I. Denikina. Uczestniczył w 2 Kubańskim Marszu. Od stycznia 1919 r. dowodził plutonem jednej z kompanii Mieszanego Pułku Gwardii 2 Brygady Piechoty, zaś od września tego roku pododdziałem karabinów maszynowych artylerii gwardii. Został odznaczony brytyjskim orderem wojskowym. W listopadzie 1920 r. ewakuował się wraz z wojskami Białych z Krymu do Gallipoli, gdzie do 1921 r. służył w Samodzielnej Baterii Artylerii.
Na emigracji zamieszkał w Bułgarii. Pracował jako nauczyciel w gimnazjum rosyjskim, a następnie w ministerstwie rolnictwa. Pod koniec 1931 r. wstąpił do Stowarzyszenia Oficerów Lejbgwardii 1 Brygady Artyleryjskiej. Po zajęciu Jugosławii przez wojska niemieckie w kwietniu 1941 r., wstąpił do nowo formowanego Rosyjskiego Korpusu Ochronnego. Był oficerem w stopniu porucznika w 8 sotni 3 oddziału. Następnie objął dowództwo plutonu przeciwpancernego 5 „Żelaznego” Pułku. Od 22 października 1944 r. dowodził mieszaną kompanią przeciwpancerną 5 Pułku. Podczas walk w rejonie miast Travnik i Busovača na pocz. 1945 r. dowodził mieszaną grupą artyleryjską. Został odznaczony Żelaznym Krzyżem 2 klasy. Po poddaniu się Korpusu Brytyjczykom objął dowództwo 5 kompanii 5 Pułku. Następnie został osadzony w obozie w Kellerbergu, gdzie dowodził 27 kompanią leśną. W 1948 r. wyjechał do USA. Był członkiem Stowarzyszenia Gallipojczyków i Związku Żołnierzy Rosyjskiego Korpusu, obejmując w tym ostatnim stanowisko wiceprzewodniczącego. Działał też w licznych organizacjach kombatanckich, a także ruchu monarchistycznym, stając na czele Stowarzyszenia Michajłowców-Artylerzystów.